# Поль Аріас
Поль Аріас (нар. 8 серпня 1996) — андоррський плавець.
Учасник Олімпійських Ігор 2016 року, де в попередніх запливах на дистанції 400 метрів вільним стилем посів 49-те місце і не потрапив до фіналу.